# Czarna (powiat Konecki)
Czarna is een dorp in het Poolse woiwodschap Święty Krzyż, in het district Konecki. De plaats maakt deel uit van de gemeente Stąporków en telt 330 inwoners.